# A Jazzed Honeymoon
A Jazzed Honeymoon é um curta-metragem norte-americano de 1919, do gênero comédia, estrelado por Harold Lloyd. O homem e uma mulher, casados recentemente, têm aventuras em um navio a vapor.

## Elenco

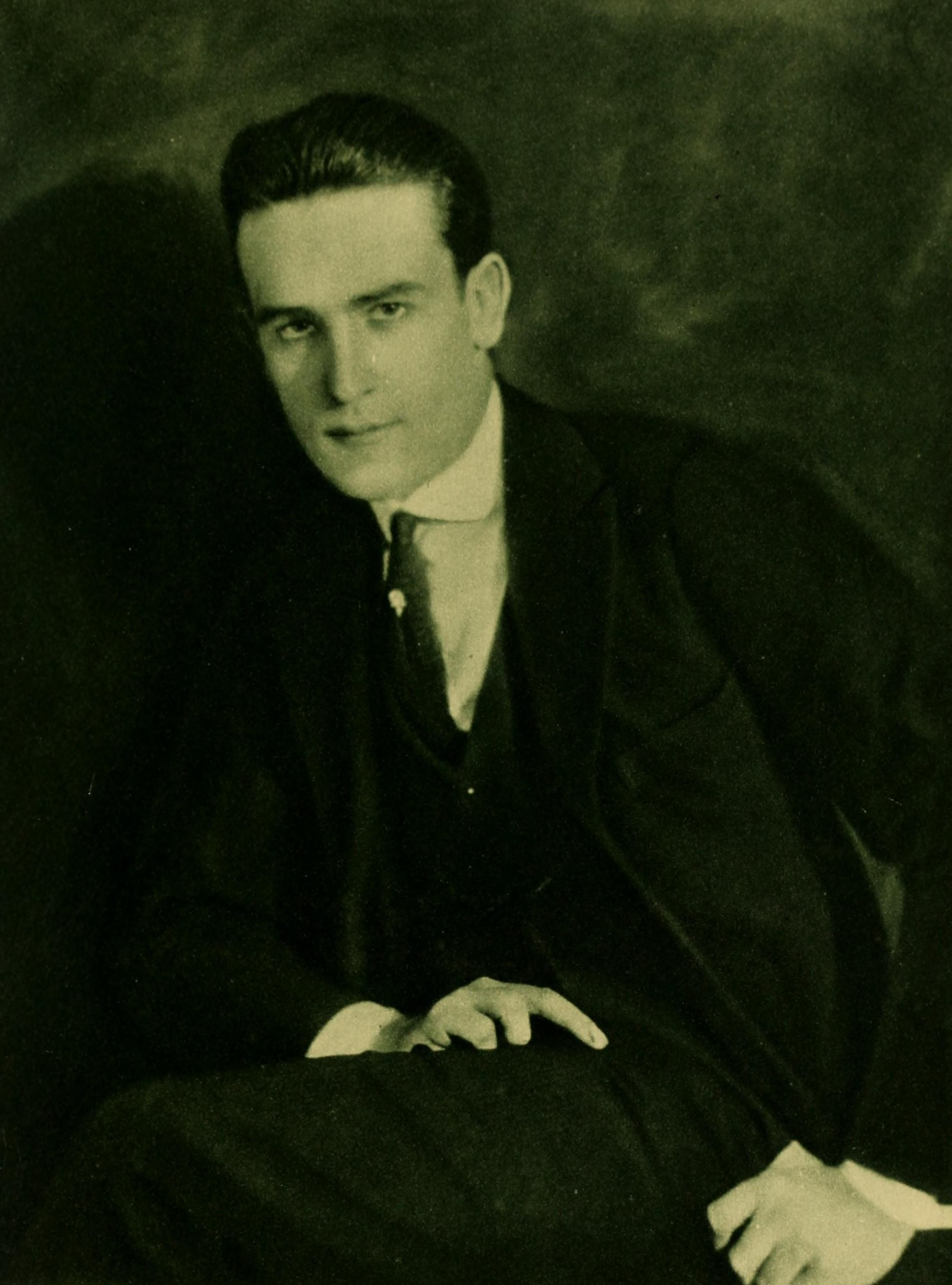
Harold Lloyd

- Harold Lloyd
- Snub Pollard
- Bebe Daniels
- Sammy Brooks
- Mildred Forbes
- Estelle Harrison
- Wallace Howe
- Bud Jamison
- Margaret Joslin
- Dee Lampton
- Gus Leonard
- Belle Mitchell
- Marie Mosquini
- James Parrott
- William Petterson
- Noah Young